# Шум (озеро, Курган)
Шум — озеро в северо-восточной части города Кургана.

## География
Озеро соединено каналом с рекой Тобол.
К северу от озера находятся очистные сооружения канализации города Кургана. К востоку от озера — международный аэропорт Курган им. Г.А. Илизарова. К юго-востоку — старые очистные сооружения. К югу — жилые дома посёлка Восточный города Кургана (в основном частный сектор). К западу — промышленные и торговые предприятия.

## Флора и фауна
В озере водится рыба.

## Экология
В связи с нахождением вблизи очистных сооружений в озеро неоднократно производятся залповые сбросы хозяйственно-фекальных стоков и хозяйственно-бытовых стоков. Также в озеро попадают через ливневую канализацию сточные канализационные воды и загрязняющие вещества от близлежащих жилых домов и промышленных предприятий.
В период весеннего половодья озеро угрожает затоплением посёлка Восточный и лётного поля международного аэропорта Курган им. Г.А. Илизарова.

## В культуре
- Анатолий Киреев — песня «Озеро Шум»[7][8].